# Râul Gruiul
Râul Gruiul este un afluent al râului Râșcuța. 

## Hărți
- Harta județului Suceava